# Tenuipalpus orchidofilo
Tenuipalpus orchidofilo es una especie de ácaro trombidiformes de la familia de los tenuipálpidos. Se conoce a partir de ejemplares recolectados en Brasil.

## Descripción
Las hembras de T. orchidofilo son similares a T. angolensis y T. nigerianus pero se diferencia de estas por poseer un patrón de estrías redondas en el área genital, entre otras sinapomorfias. También es similar a T. ephedrae diferenciándose por la presencia de setas dorsocentrales lanceoladas, además el patrón de estrías en el área genital. Por otra parte, los machos de la especie se diferencia de las hembras por la presencia de solenidión adicional en cada tarso.

## Hábitat y distribución
La especie solo se conoce de ejemplares recolectados en el estado de São Paulo, Brasil. Parasita orquídeas, concretamente de la especie Arundina graminifolia, siendo encontrado en ambas superficies de la hoja y en el pecíolo, con una mayor cantidad en la superficie inferior de la lámina de la hoja. Hasta su descubrimiento, solo se conocía a T. pacifus como parásito del género Arundina.

## Sistemática
T. orchidofilo fue descrita en 2001 por los acarólogos Gilberto José de Moraes y R. A.P. Freire en base a ejemplares de ambos sexos, recolectados en la orquídea Arundina graminifolia. El holotipo definido en la descripción de la especie fue una hembra adulta, recolectada en Piracicaba (São Paulo, Brasil). El holotipo, así como el alotipo macho y diversos paratipos (entre hembras, machos, deutoninfas, protoninfas y larvas) se conservan en la colección del Departamento de Entomología, Fitopatología y Zoología Agrícola del Escuela Superior de Agricultura Luiz de Queiroz (una de las unidades que conforman la Universidad de São Paulo), mientras que dos paratipos hembras y dos machos fueron depositados en el Museo Nacional de Historia Natural de los Estados Unidos.